# Vilken himla kalabalik
Vilken himla kalabalik (franska: La Vie de château) är en fransk romantisk komedi från 1965 i regi av Jean-Paul Rappeneau.

## Utmärkelser
Filmen vann Louis Delluc-priset 1965.

## Rollista i urval
- Catherine Deneuve - Marie
- Philippe Noiret - Jerome
- Pierre Brasseur - Dimanche
- Henri Garcin - Julien
- Mary Marquet - Charlotte
- Carlos Thompson - Siegfried Klopstock
- Marc Dudicourt - Schimmelbeck
- Robert Moor - trädgårdsmästaren
- Christian Barbier - översten
- Donald O'Brien - en amerikansk officer
- Jean-Pierre Moulin - löjtnanten